# اولبراختوو
اولبراختوو (به لهستانی: Olbrachtów}} یک روستا در لهستان است که در گمینا ژاره واقع شده‌است. اولبراختوو ۷۸۰ نفر جمعیت دارد.